# Универзитет у Рејкјавику
Универзитет у Рејкјавику (исл. Háskólinn í Reykjavík) је највећи приватни универзитет на Исланду са око 3.300 студената. Не треба га поистовећивати са Универзитетом Исланда, који се такође налази у Рејкјавику.